# Wende in Meiningen

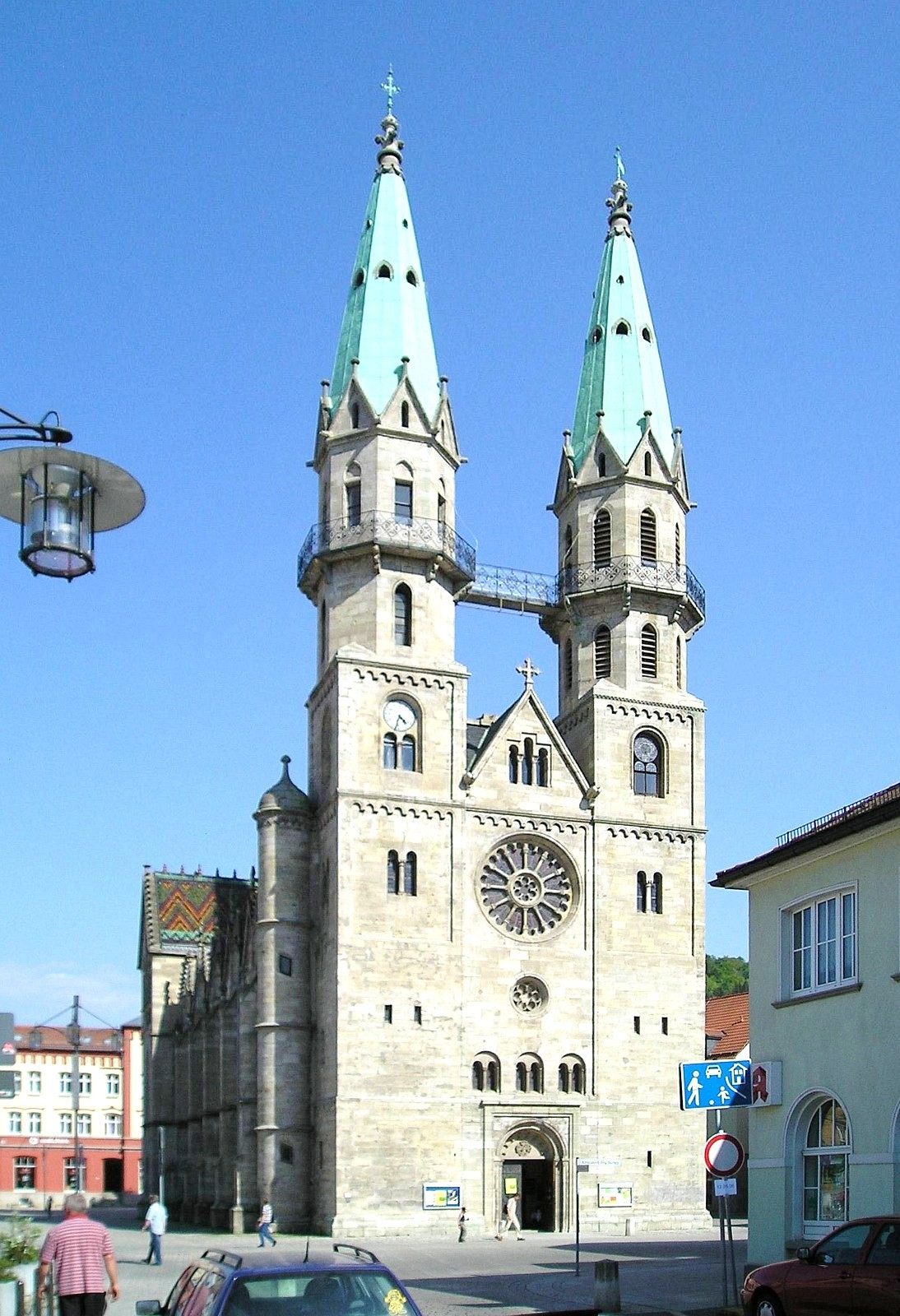
Stadtkirche Meiningen – Zentrum und Symbol der Meininger Wendebewegung

Die Wende in Meiningen beschreibt die politische Wende 1989/90 in der Stadt Meiningen, die ein bedeutendes Zentrum dieser Umwälzung im heutigen Südthüringen bildete. DDR-weiter Ausgangspunkt und Zentrum der Wende war die „Friedliche Revolution“ in der sächsischen Stadt Leipzig.
Ein besonderes Merkmal der Meininger Wendebewegung war die hauptsächliche Organisation und Durchführung der Bewegung durch die evangelische Kirche. Als Keimzelle und Hauptkraft fungierte die Basisgruppe für „Frieden, Gerechtigkeit und Bewahrung der Schöpfung“ der evangelischen Kirchengemeinde Meiningen. Solche Basisgruppen existierten in allen größeren Kirchengemeinden in der DDR. Die Meininger Basisgruppe hielt bereits ab 1982 Zusammenkünfte in Form von Friedensgebeten in der Meininger Stadtkirche ab und gründete 1983 den „Gesprächskreis für Frieden und Ökologie“. Ab Oktober 1989 formierten sich die Meininger Kulturschaffenden, die Großkundgebungen und Bürgerforen organisierten. Im November 1989 kam als weitere starke Kraft der Kreisverband des Demokratischen Aufbruchs hinzu. Die organisierte Wendebewegung war in Meiningen bis Ende Mai 1990 aktiv.

## Verlauf

### Meiningen in den 1980er Jahren
Zu der verhältnismäßig großen Wendebewegung in Meiningen trug neben den allerorts üblichen staatlichen Repressalien und Überwachungen durch die Staatssicherheit erheblich eine besondere Situation in der Stadt ähnlich wie in anderen vernachlässigten ostdeutschen Städten bei. Die Kreisstadt Meiningen lag im äußersten Südwesten der DDR direkt an der innerdeutschen Grenze zu Bayern. Die einstige in Kultur und Finanzwirtschaft traditionsreiche Residenzstadt, geprägt von wenig Industrie und einer überwiegend bürgerlichen Bevölkerung, wurde von der DDR-Regierung als unbedeutend eingestuft. Das schlug sich auch im Verteilungssystem bei Konsumgütern und Lebensmitteln nieder, wo Meiningen auf der untersten Stufe rangierte. Die Meininger mussten reisen, um ihren Bedarf decken zu können.
Die in der sozialistischen Mangelwirtschaft begrenzten Kapazitäten flossen im Bezirk Suhl vornehmlich in die Bezirksstadt Suhl, die der Staat zu einer schnell wachsenden, großen sozialistisch geprägten Stadt ausbaute. Für viele anderen Städte und Gemeinden des Bezirkes blieben somit kaum Mittel übrig. Infolgedessen war auch die Meininger Bausubstanz und Infrastruktur dem Verfall preisgegeben. Ab den 1980er Jahren fanden deswegen zahlreiche Notabrisse von Wohngebäuden in der südlichen und westlichen Altstadt statt, die sich auf Grund von nicht mehr sanierungsfähigen Häusern bis in die 2000er Jahre fortsetzten. Es gab in der Stadt mit ihren 25.000 Einwohnern stets um die 1.400 wohnungssuchende Familien und Einzelpersonen, was zusammen mit rund 5.000 Bürgern ein Fünftel der Einwohnerschaft betraf. Hinzu kam eine große Umweltverschmutzung. So wuchs in Meiningen und seinen Umlandgemeinden die Unzufriedenheit besonders stark.

### Friedensgebete und Montagskreis

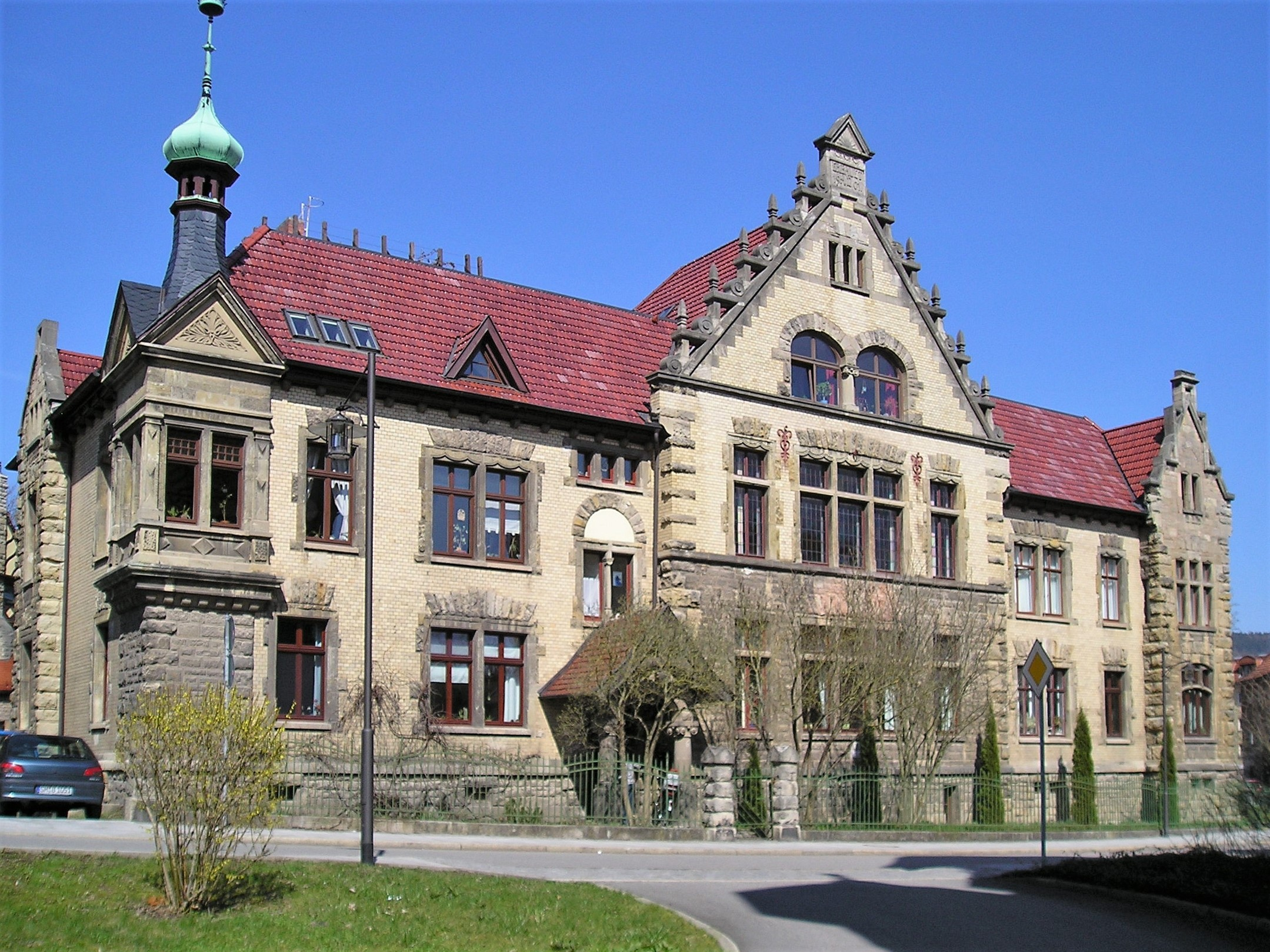
Pfarrhaus Am Mittleren Rasen

Um Veränderungen in der DDR-Gesellschaft zu erreichen, gründeten sich unter dem Dach der evangelischen Kirche Basisgruppen für „Frieden, Gerechtigkeit und Bewahrung der Schöpfung“, so 1981 auch in Meiningen. Diese überwiegend aus jungen Christen bestehenden Gruppierungen konnten Anfang der 1980er Jahre wegen ihrer gesellschaftlichen Ziele nur unter dem Schutz der Kirche existieren. Eine dieser Gruppen hielt ab 1981 im Pfarrhaus „Friedensdekaden“ und 1982 unter Jugendwart Ulrich Töpfer das erste Friedensgebet in der Meininger Stadtkirche ab. 1983 bildete sich der „Gesprächskreis für Frieden und Ökologie“, der regelmäßig im Pfarrhaus Am Mittleren Rasen stattfand. Die Friedensgebete setzten sich dann bis 1989 an jedem ersten Dienstag im Monat fort. Die Ereignisse im Sommer 1989 und der steigende Zulauf zu den Friedensgebeten machte ab September eine wöchentliche Abhaltung der Friedensgebete in der Meininger Stadtkirche notwendig, die dort fortan jeden Dienstag durchgeführt wurden. Alle Friedensgebete begannen mit einem Orgelspiel, es folgte die Begrüßung der Teilnehmer, dann ein Gebet und eine Andacht, anschließend konnten sich mehrere Bürger mit persönlichen Beiträgen zu Wort melden. Im Pfarrhaus trafen sich weiter Jugendgruppen der Kirche zum allwöchentlichen Montagskreis, wo gesellschaftliche und politische Probleme erörtert wurden. Auch der Montagskreis bekam stärkeren Zulauf, darunter befanden sich auch nichtgläubige Oppositionelle.
Im September 1989 fanden erste Protestaktionen einzelner kleiner meist jugendlicher Gruppen statt, bei denen Losungen an Brücken und Hauswänden angebracht wurden. Insgesamt sechs Personen von zwei dieser Gruppen konnte die Staatssicherheit ermitteln und inhaftieren, sie wurden aber am 13. Oktober nach den ersten großen Demonstrationen in Plauen und Leipzig wieder entlassen. Bei einem Festgottesdienst am 24. September in der Stadtkirche klagte der thüringische Landesbischof Werner Leich notwendige gesellschaftliche Veränderungen ein. Er sprach sich für eine Neufassung des Wahlgesetzes, für Reisefreiheit und offene Diskussionen und Gespräche zur Bewältigung der Missstände, aber auch für Besonnenheit aus.

### Höhepunkte der Wende
Der Herbst 1989 war der bedeutendste politische Zeitabschnitt in der tausendjährigen Geschichte der Stadt Meiningen. Zu den zahlreichen Ereignissen, deren Höhepunkte hier aufgeführt werden, zählten insgesamt 25 Demonstrationen, deren Teilnehmerzahlen sich zwischen 1.000 und 25.000 Menschen beliefen, weiterhin Bürgerforen, ein Runder Tisch und Warnstreiks.

#### Oktober 1989
Der Liedermacher und Texter Kurt Demmler, Mitunterzeichner der Resolution von Rockmusikern und Liedermachern für Demokratisierung und Medienfreiheit in der DDR, trat am 3. Oktober 1989 in Meiningen mit zwei Veranstaltungen auf. In einigen Liedern kritisierte er den DDR-Staat und trug anschließend die Resolution der Rockmusiker und Liedermacher und weiterhin eine Erklärung des Neuen Forums vor. Wissend um die Aktivitäten des bekannten Musikers, durchsetzten die MfS und verschiedene SED-Organe das Publikum mit zahlreichen Störenfrieden, die jedoch erst die zweite Veranstaltung nach einer Verstärkung ihres Personals empfindlich stören konnten. Dennoch schrieb Demmler in das Gästebuch des Meininger Kulturhauses, Zitat: „So gut so Wut – der Dialog hat begonnen! Gute Macht, Freunde!“
Die wöchentlichen Friedensgebete erlebten einen stark steigenden Zulauf. Anfang Oktober erwogen die kirchlichen Veranstalter um Ulrich Töpfer eine erste Demonstration nach dem Friedensgebet, konnten aber die Verantwortung für die zahlreichen Teilnehmer noch nicht übernehmen, die außerhalb der Kirche im Gegensatz zum Kircheninnenraum ungeschützt waren. Man wollte in jedem Fall friedliche Demonstrationen abhalten, aber die Zeit war noch nicht reif genug.
Am 24. Oktober 1989 fand nach dem Friedensgebet in der Stadtkirche die erste Demonstration mit rund 1.000 Teilnehmern statt. Die Route führte durch die nördliche Innenstadt beginnend am Markt durch die Georgstraße, die Marienstraße, die heutige Neu-Ulmer-Straße und die Unteren Kaplaneistraße zurück zum Markt vorbei an den Kreisdienststellen des MfS und der SED. Als Beispiel der präzisen Beobachtungen der Friedensgebete durch die Stasi dient hier deren streng vertraulicher Bericht 78/89 vom 24. Oktober. Hier werden die Teilnehmer des Friedensgebets in 800 Jugendliche bis 25 Jahre, 180 Erwachsene bis 50 Jahre und 20 Kinder unterteilt sowie die Themen des Friedensgebets, die Losungen, Sprechchöre und Route der Demonstration genannt. Die beschriebene Strecke wurde in den kommenden Monaten außer einigen wenigen Ausnahmen immer wieder für die nun wöchentlichen Demonstrationen genutzt. Ein entscheidendes Merkmal aller Demonstrationen war das Mitführen von brennenden Kerzen als Zeichen der Friedfertigkeit, die anschließend an den verschiedenen staatlichen Einrichtungen abgestellt wurden. Um den wachsenden Druck von der Straße zu nehmen und den Einfluss der Kirche zu mindern, organisierte auf Veranlassung der SED-Parteiführung der Intendant des Meininger Theaters, Jürgen Juhnke, ein erstes Bürgerforum am 29. Oktober im vollbesetzten Großen Haus des Theaters. Führende Mitglieder der SED und der Blockparteien mussten sich der Bevölkerung zur Rede und Antwort stellen. Weitere Foren im Theater folgten am 5. und 12. November. Nach dem Friedensgebet am 31. Oktober 1989 nahmen bereits rund 5.000 Bürger an der Demonstration teil.

#### November 1989
Am 1. November gründete sich nach einem Bürgerforum im Volkshaus der Arbeitskreis „Gruppe 21“. Er war der aktivste von mehreren Bürgerinitiativen, die die Meinung, Nöte und Wünsche der Bürger vertraten, sich für freie Wahlen einsetzten und sich gegen den Führungsanspruch einer Partei oder Organisation wandten.

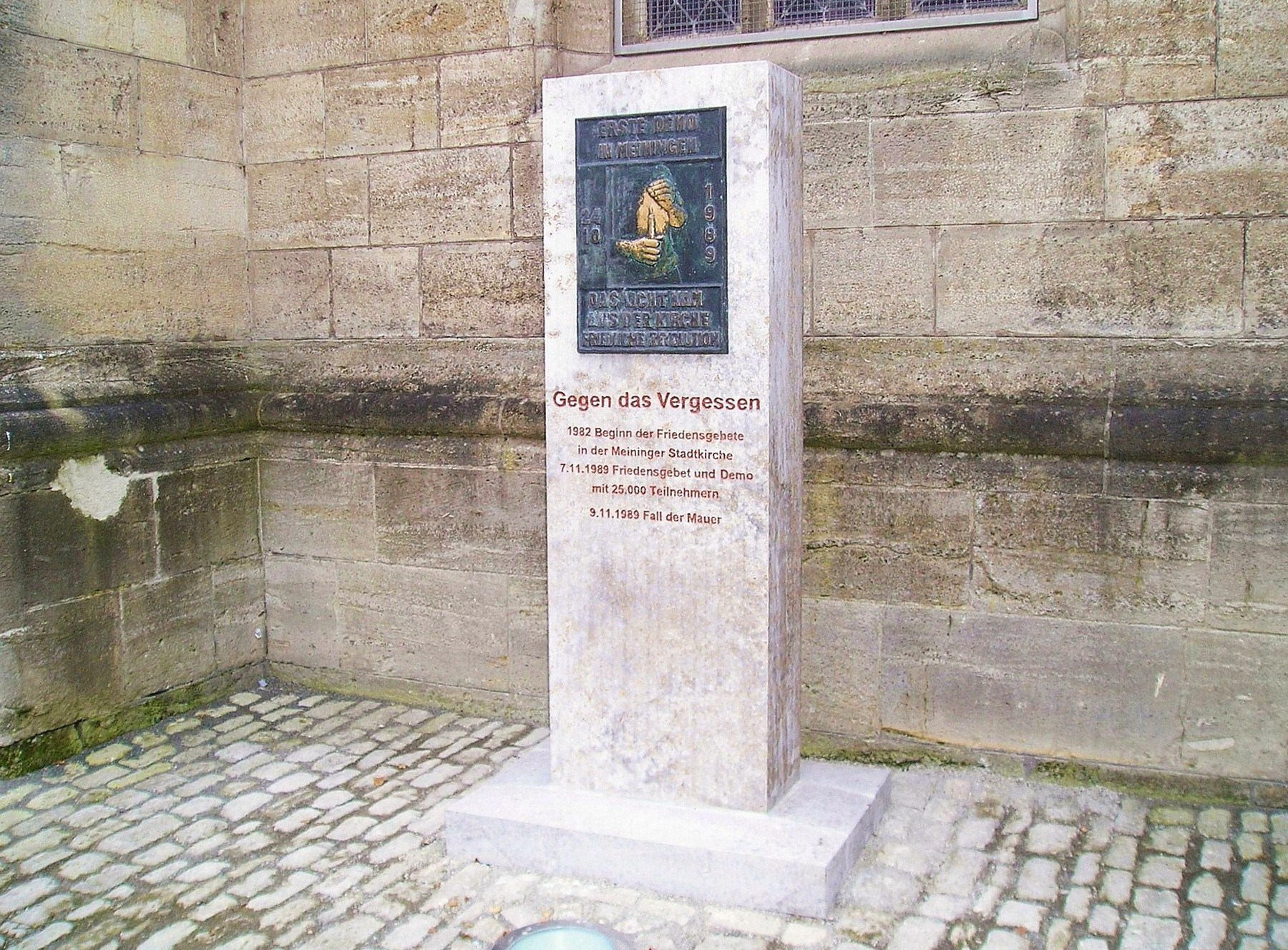
Gedenkstele an der Stadtkirche

Der 7. November 1989 wurde zum bedeutendsten Tag in der politischen Geschichte der Stadt. In der Stadtkirche und davor auf dem Markt versammelten sich am Abend rund 25.000 Bürger zum Friedensgebet. Während der Veranstaltung traf in der überfüllten Kirche die Nachricht ein, dass die DDR-Regierung zurückgetreten sei. Die emotionale Reaktion der Menschen war anschließend unbeschreiblich. Nach dem Friedensgebet formierte sich der größte Demonstrationszug während der Wende in Südthüringen mit etwa 25.000 Teilnehmern. Er nahm diesmal eine andere, längere Route und führte zusätzlich am Rat des Kreises, dem Volkspolizeikreisamt und relativ nah an einer Kaserne der Sowjetarmee vorbei. Tausende brennende Kerzen krönten die Zäune, Simse und Mauern der staatlichen Dienststellen.
In der Nacht vom 9. zum 10. November 1989 fiel die Mauer. Kurz nach Mitternacht wurde der nur zehn Kilometer entfernte Grenzübergang Eußenhausen–Meiningen für die DDR-Bürger geöffnet. In den folgenden Tagen stauten sich die aus vielen Teilen der DDR stammenden PKWs bis in das Stadtgebiet zurück und sorgten tagelang für ein Verkehrschaos. Nach dem Friedensgebet am 14. November demonstrierten wieder rund 9.000 Bürger für freie Wahlen und Reformen. Am 19. November 1989 organisierten Mitglieder des Meininger Theaters, die der Bewegung Demokratie Jetzt angehörten, eine Großdemonstration. Der Zug mit rund 10.000 Menschen führte vom Theater zum Markt, wo mehrere Redner für Presse-, Meinungs- und Versammlungsfreiheit eintraten. Der Kreisverband des Demokratischen Aufbruchs konstituierte sich am 28. November in Meiningen, der hier zur führenden politischen Oppositionskraft wurde.

#### Dezember 1989
Im Reichsbahnausbesserungswerk Meiningen, dem größten Betrieb der Stadt, gab es am 2. Dezember einen Warnstreik für die Verbesserung der Arbeits- und Lebensbedingungen. Am 5. Dezember stellte der Bezirksstaatsanwalt in der Kreisdienststelle des MfS, das am 17. November in Amt für Nationale Sicherheit umbenannt wurde, in Anwesenheit von Bürgerkomitees und Kirchenvertretern die Akten sicher. Am Abend fand nach dem Friedensgebet wieder eine große Demonstration mit rund 20.000 Teilnehmern statt. Nach der Auflösung des Amtes für Nationale Sicherheit am 7. Dezember versiegelte der Kreisstaatsanwalt das Meininger Dienstgebäude.
Am 14. Dezember fand die erste Zusammenkunft und Beratung des von der „Gruppe 21“ ins Leben gerufenen Runden Tisches zur Bewältigung von anstehenden Problemen statt. Daran nahmen Vertreter des Demokratischen Aufbruchs, der Forum-Partei, der Bürgerinitiative Römhild, der katholischen und evangelischen Kirche, der Gruppe 21, der SED und der Blockparteien teil. Sie bildeten unter anderem einen Untersuchungsausschuss zur Aufdeckung von Korruption und Amtsmissbrauch. Am Abend nach dem Friedensgebet forderten die rund 4.000 Teilnehmer der Demonstration die Deutsche Einheit. Am 19. Dezember wurde das Friedensgebet von einer Bombendrohung überschattet. Anschließend nahmen rund 2.000 Bürger an einem Schweigemarsch zur Mahnung durch die Innenstadt teil. Die BRD-Bürger durften ab dem 24. Dezember visafrei die Grenze passieren. Gemeinsam überschritten um 0.00 Uhr der Bad Neustädter Landrat Fritz Steigerwald, der Mellrichstädter Bürgermeister Oskar Herbig und der Meininger Bürgermeister Kurt Wiebel den Grenzübergang Eußenhausen-Meiningen.

#### Januar bis Mai 1990
Nach dem Jahreswechsel wurden die Friedensgebete und Demonstrationen fortgesetzt. Am 9. Januar 1990 führte die Route der Demonstration erstmals an der Lokalredaktion vom Freien Wort, dem Bezirksorgan der SED, vorbei, um dort ein Umdenken zu erwirken. Beim Friedensgebet am 16. Januar 1990, dem wieder eine Demonstration mit 4.500 Menschen folgte, mahnten mehrere Redner, die Reformkräfte nicht zu zersplittern und nicht mit den Bemühungen der Erneuerung nachzulassen. Im Januar und Februar gab es mehrere Warnstreiks in der Meininger Fabrik der Ruhlaer Uhrenwerke, der Druckerei des Freien Worts, dem Kombinat OGS, verschiedenen PGHs und beim Konsum für höhere Löhne und bessere Arbeitsbedingungen. Bei den Runden Tischen waren die Hauptthemen das marode Gesundheitswesen und die Wohnungsnot. Mit dem Hinweis auf die schlechte medizinische Versorgung führten am 1. Februar 1.300 Mitarbeiter der Meininger Gesundheitseinrichtungen einen Schweigemarsch durch die Innenstadt durch.
Bei der Dienstagsdemonstration am 6. Februar wurde die Auflösung der Partei des Demokratischen Sozialismus (PDS) und wiederum die Deutsche Einheit gefordert. Am 20. Februar erschien die erste Ausgabe des wiederbelebten Meininger Tageblatts. Das Blatt wurde 1935 von den Nationalsozialisten verboten, durfte auch in der DDR nicht mehr erscheinen und war nun die erste unabhängige Meininger Lokalzeitung. Die Grüne Partei führte am 10. März eine Demonstration für Umweltschutz und Verbesserungen für Behinderte durch. Bei der ersten freien und geheimen Wahl zur Volkskammer der DDR am 18. März betrug die Wahlbeteiligung in Stadt und Kreis Meiningen 96 %. Am 19. April wurde der 10. und letzte Runde Tisch abgehalten.
Das letzte Friedensgebet während der Wende fand am 29. Mai 1990 in der Stadtkirche statt. Anwesend war auch das erste demokratisch gewählte Stadtparlament, das hier mit einer Friedensandacht ihre Legislaturperiode begann.

## Erinnerung

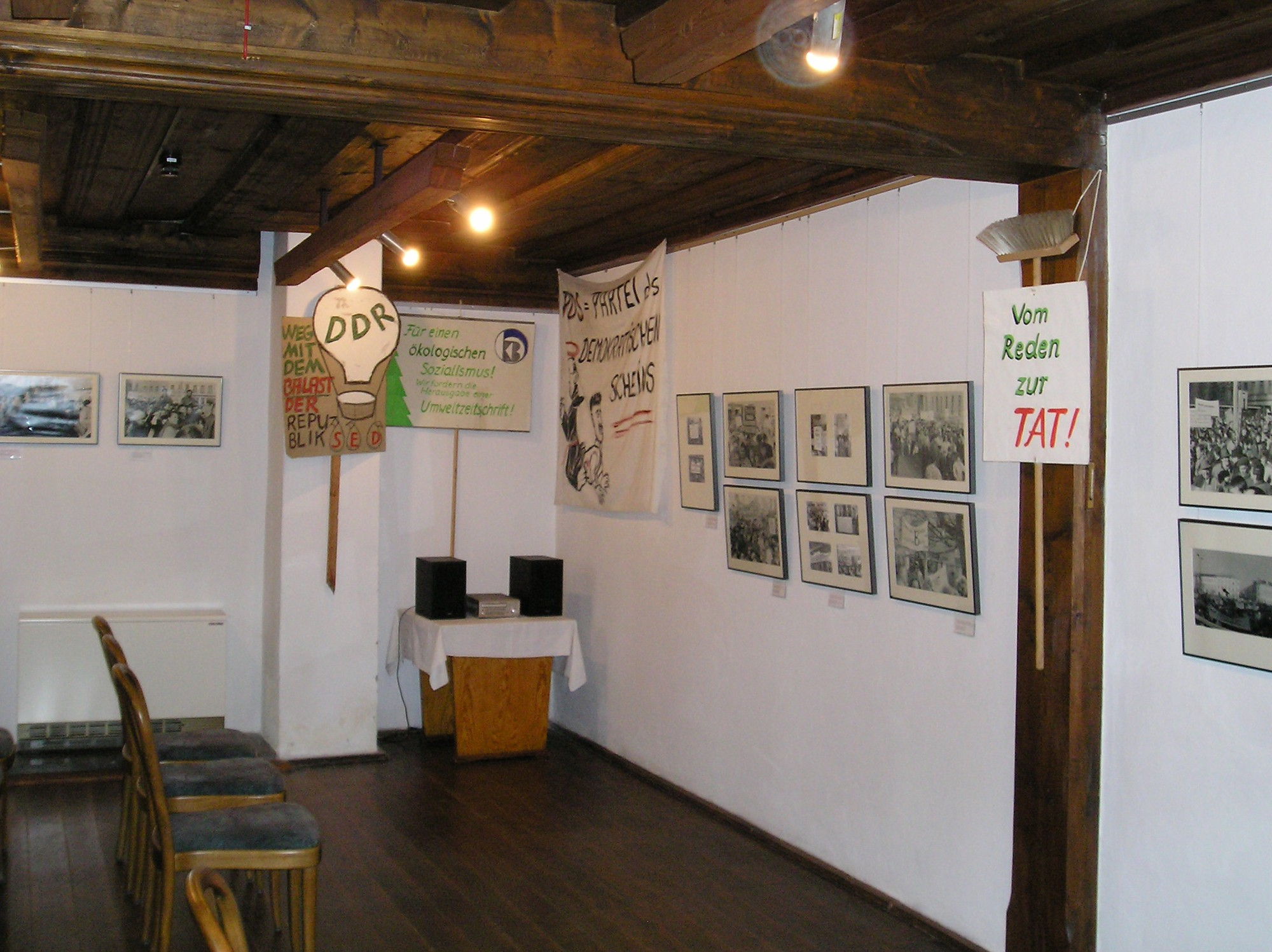
Blick in die Ausstellung von 2009 über die Meininger Wendeereignisse

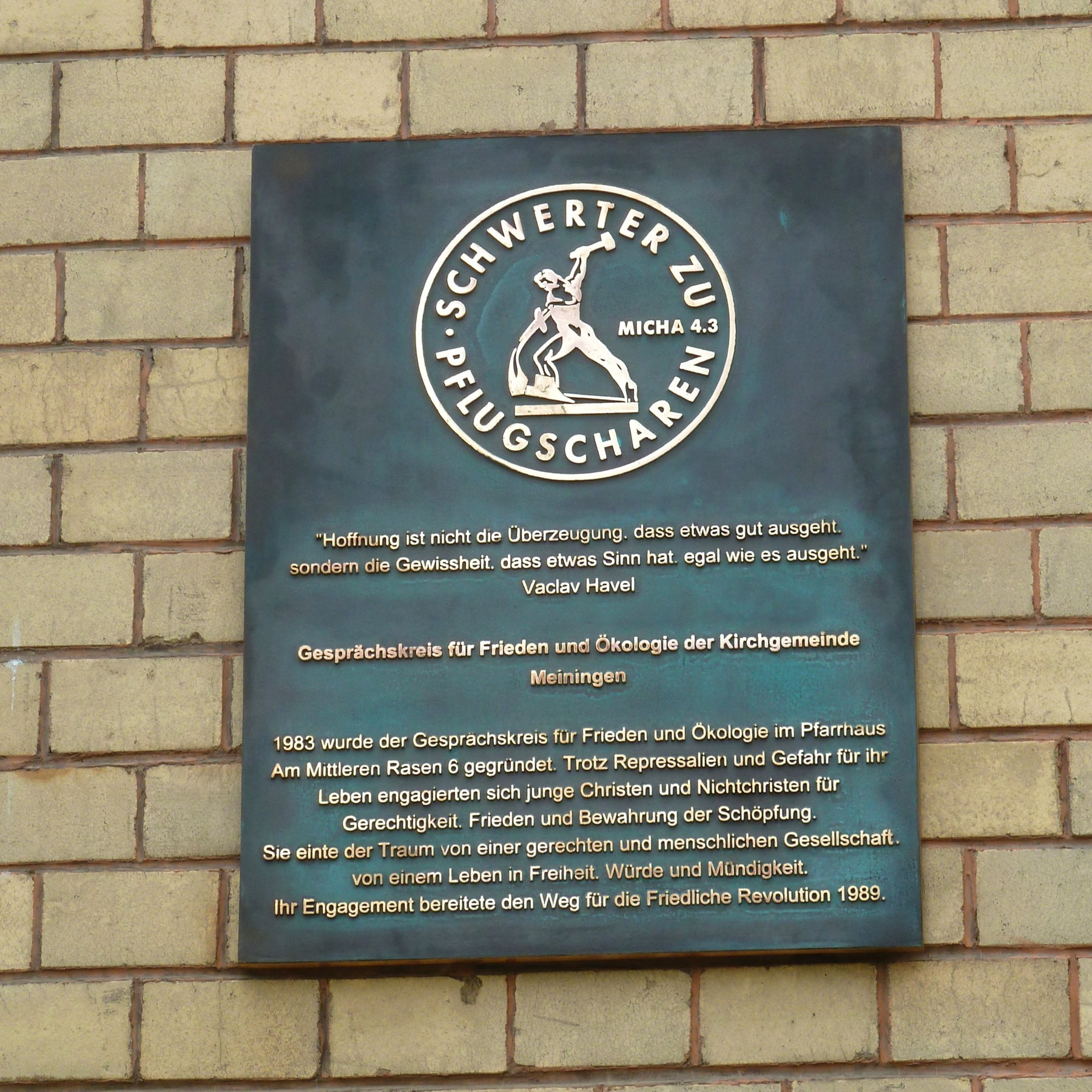
Gedenktafel am evangelischen Pfarrhaus

Der erste demokratisch gewählte Bürgermeister nach der Wende und Mitinitiator der Meininger Wendebewegung, Augenarzt Dr. Horst Strohbusch, veröffentlichte 1999 in einem Buch eine umfassende Dokumentation über die Ereignisse. Das Werk erfuhr 2009 eine 2. Auflage. Neben dem Kreisarchiv Meiningen bewahrt das Stadtarchiv Meiningen zahlreiche Foto- und Filmdokumente, Plakate und Transparente sowie Berichte und Tonbandaufzeichnungen der Staatssicherheit auf. Ein Teil davon wurden im Oktober und November 2009 im Literaturmuseum der Meininger Museen mit einer Ausstellung gezeigt. Weiterhin existieren noch die Originalaufnahmen einer Reportage vom SDR4 Schwaben Radio Ulm, das drei Tage lang von den Wende-Ereignissen in Meiningen berichtete. 
Am 24. Oktober 2009 weihte man an der Nordseite der Stadtkirche nach einer Gedenkveranstaltung und einem Friedensgebet eine Gedenkstele aus Kirchheimer Kalkstein der Sorte Goldbank mit bedeutsamen Daten der Wendezeit ein. Vor dem Eingangsportal der Kirche wurde am selben Tag eine eiserne Bodenplatte mit der Inschrift „Das Licht kam aus der Kirche – Herbst 1989“ in das Pflaster eingelassen. Initiiert wurden die beiden aus Spenden finanzierten Mahnmale vom Vorbereitungskreis „20 Jahre friedliche Revolution in Meiningen“.
Anlässlich des 25. Jahrestages der ersten Meininger Wende-Demonstration wurde am 24. Oktober 2014 am Pfarrhaus Am Mittleren Rasen eine bronzene Gedenktafel zur Erinnerung an die hier im Jahr 1983 stattgefundene Gründung des „Gesprächskreises für Frieden und Ökologie“ vom Wendeaktivisten Ulrich Töpfer enthüllt. Über den Textzeilen ziert das Symbol der DDR-Friedensbewegung „Schwerter zu Pflugscharen“ die Tafel.